# Surf (album)
Pour les articles homonymes, voir Surf (homonymie).
 (février 2022).
Albums de Étienne Daho
Blitz
(2017) Tirer la nuit sur les étoiles
(2023)
Surf est un double album compilation d'Étienne Daho sorti le 20 juin 2020 et composé majoritairement de reprises enregistrées au milieu des années 2000.
L'album contient 10 morceaux dans son format initial. Une édition augmentée voit le jour sous le nom de Surf Deluxe Remastered le 20 novembre 2020. L'album est finalement constitué en tout de 19 titres de reprises et d'un inédit, Son silence en dit long écrit par Étienne Daho en 2004. L'édition CD comprend deux morceaux bonus dont un inédit : Come To Me Slowly et I Can’t Escape from You, précédemment paru sur un EP.

## Contexte de l'album
Commencé en 2004, abandonné, puis repris en 2006, cet album de reprises compile une partie des titres prévus à l'origine pour Surf,. Certains titres étaient parus dans le EP Be My Guest Tonight en 2006 et dans l’édition Deluxe de Réévolution en 2019. À ces titres s’ajoute l’inédit Falling In Love reprise de Dennis Wilson.
La pochette de l'album est illustrée par une photo prise à l’été 2005 dans la maison d’Étienne Daho à Ibiza.

## Formats
L'album est d'abord publié en vinyle en édition limitée à 2000 exemplaires par Parlophone en juin 2020, pour ensuite sortir dans une version deluxe en éditions CD simple et double vinyle.

## Liste des titres
| Surf Volume 1 | Surf Volume 1 | Surf Volume 1 | Surf Volume 1 | Surf Volume 1 | Surf Volume 1 | Surf Volume 1 | Surf Volume 1 | Surf Volume 1 | Surf Volume 1 |
| No            | Titre | Durée         |               |               |               |               |               |               |               |
| ------------- | --- | ------------- | ------------- | ------------- | ------------- | ------------- | ------------- | ------------- | ------------- |
| 1.            | Falling in love (Reprise de Dennis Wilson, batteur des Beach Boys)                                                                      | 2:55          |               |               |               |               |               |               |               |
| 2.            | A little bit of rain (Reprise de Fred Neil et Karen Dalton)                                                                             | 3:44          |               |               |               |               |               |               |               |
| 3.            | The way you look tonight (Reprise de Air)                                                                                               | 2:38          |               |               |               |               |               |               |               |
| 4.            | My girl has gone (Reprise de Smokey Robinson & The Miracles)                                                                            | 2:10          |               |               |               |               |               |               |               |
| 5.            | Moon River (Reprise de la Chanson du film Breakfast At Tiffany’s réalisé par Blake Edwards et chantée par Audrey Hepburn)               | 1:41          |               |               |               |               |               |               |               |
| 6.            | Cirrus minor (Reprise de la chanson de Pink Floyd, BO du film More réalisé par Barbet Shroeder)                                         | 2:57          |               |               |               |               |               |               |               |
| 7.            | Honeymoon (Reprise de Phoenix) | 2:46          |               |               |               |               |               |               |               |
| 8.            | I can’t escape from you (Reprise de Hank Williams)                                                                                      | 3:08          |               |               |               |               |               |               |               |
| 9.            | You choose (Reprise des Pet Shop Boys)                                                                                                  | 3:00          |               |               |               |               |               |               |               |
| 10.           | Glad to be unhappy (Reprise du classique de la comédie musicale On Your Toes, reprise entre autres par Billie Holiday et Frank Sinatra) | 4:08          |               |               |               |               |               |               |               |
| 27:55         | |               |               |               |               |               |               |               |               |

| 11. | Son silence en dit long (Seul titre inédit en français) | 2:41 |
| 12. | This Too Shall Pass Away (Reprise du groupe The Honeycombs) |      |
| 13. | Blue Moon Of Kentucky (Reprise de Bill Monroe, popularisée par Elvis Presley) |      |
| 14. | I’m So Lonesome I Could Cry (Reprise de Hank Williams) |      |
| 15. | Heathen (Reprise de David Bowie, initialement parue dans la compilation We Were So Turned On – A tribute To David Bowie)                                                                                    |      |
| 16. | We Have All The Time In The World (Reprise de la chanson du film de James Bond réalisé par Peter Hunt Au service secret de sa majesté, écrite par John Barry et Hal David, interprétée par Louis Armstrong) |      |
| 17. | Take A Look (Reprise de Irma Thomas) |      |
| 18. | Someday (Reprise de Ricky Nelson) |      |
| 19. | You Think I Still Care (She Thinks I Still Care) (Reprise de George Jones) |      |
| 20. | He Was A Friend Of Mine (Reprise du traditionnel de Smith Casey, popularisé par Bob Dylan et Dave Van Ronk)                                                                                                 |      |

| 21. | Come To Me Slowly                                   |  |
| 22. | I Can’t Escape from You (en duo avec Alain Bashung) |  |

## Crédit
- Pochette par Antoine Carlier
- Batteries – Philippe Entressangle (titres : A2, A4, B1, B3)
- Instruments – Ivan Beck (titres : A1, A3, A5, B2, B4), Nicolas Dubosc (titres : A2, A4, B1, B3)
- Pressage vinyle par – MPZ*
- Notes d'accompagnement – Matthieu Dufour
- Management – Pierre Alexandre Vertadier
- Mastérisé par – Mike Marsh
- Mixé par – Mako (titres : A2, A4, B1, B3)
- Réalisation – Ivan Beck (titres : A1, A3, A5, B2, B4), Nicolas Dubosc (titres : A2, A4, B1, B3)
- Enregistré par – Ivan Beck (titres : A1, A3, A5, B2, B4), Nicolas Dubosc (titres : A2, A4, B1, B3)